# Santi patroni di Napoli adorano il crocifisso
I Santi patroni di Napoli Bacolo, Eufebio, Francesco Borgia, Aspreno e Candida adorano il crocifisso è un dipinto olio su tela (400×315 cm) di Luca Giordano databile al 1660-1661 e conservato presso il Museo nazionale di Capodimonte a Napoli.

## Storia e descrizione
Originariamente questo dipinto, commissionato dal Viceré del Regno di Napoli Gaspare de Bracamonte, fu voluto per la Chiesa di Santa Maria del Pianto appena edificata. Per l'occasione furono impegnati i due artisti più importanti presenti a Napoli in quel periodo dopo la partenza definitiva del Preti per Malta: Andrea Vaccaro, che realizzò la pala dell'altare maggiore, ed il Giordano con le due grandi tele per gli altari laterali, San Gennaro intercede presso la Vergine, Cristo e il Padre Eterno per la peste ed appunto i Santi patroni di Napoli adorano il Crocifisso.
Il dipinto è da mettere in connessione alla spaventosa epidemia di peste che colpì la città di Napoli nel 1656 e che sterminò quasi la metà della popolazione. Sia questa tela che l'altra commissionata per la stessa chiesa hanno come punto di riferimento gli anni dell'epidemia napoletana, con la differenza che l'altra opera, San Gennaro intercede presso Cristo, la Madonna e Dio Padre per la peste, tratta l'argomento in maniera più esplicita.
L'ubicazione originale, per entrambe le tele del Giordano, risultava essere quella della Chiesa di Santa Maria del Pianto, a Poggioreale, in quanto in quella zona furono seppellite gran parte delle vittime della peste.